# انتقام شیرین ۲
انتقام شیرین ۲ (انگلیسی: Sweet Revenge 2; کره‌ای: 복수노트 2) یک مجموعه تلویزیونی محصول کره جنوبی سال ۲۰۱۸ با بازی آن سو هیون، ساموئل و جی مین هیوک است. این مجموعه دنباله‌ای بر مجموعه تلویزیونی سال ۲۰۱۷، انتقام شیرین است که مجموعه ۱۱ میلیون بازدید دریافت کرده بود. این مجموعه از ۱۳ اوت تا ۹ اکتبر ۲۰۱۸، روزهای دوشنبه و سه‌شنبه ساعت ۲۰:۰۰ (کی‌اس‌تی) از اکس‌تی‌وی‌ان پخش شد.

## بازیگران

### اصلی
- آن سو هیون در نقش اوه جی نا[۳]
- ساموئل در نقش سو رو بین[۳]
- جی مین هیوک در نقش سو جه یی[۳]